# اشتات لورینگن
اشتات لورینگن (به آلمانی: Stadtlauringen) یک شهر در آلمان است که در بایرن واقع شده‌است.

## خصوصیات
اشتات لورینگن ۶۳٫۶۲ کیلومترمربع مساحت دارد ۲۹۰ متر بالاتر از سطح دریا واقع شده‌است.